# Lars Malmo

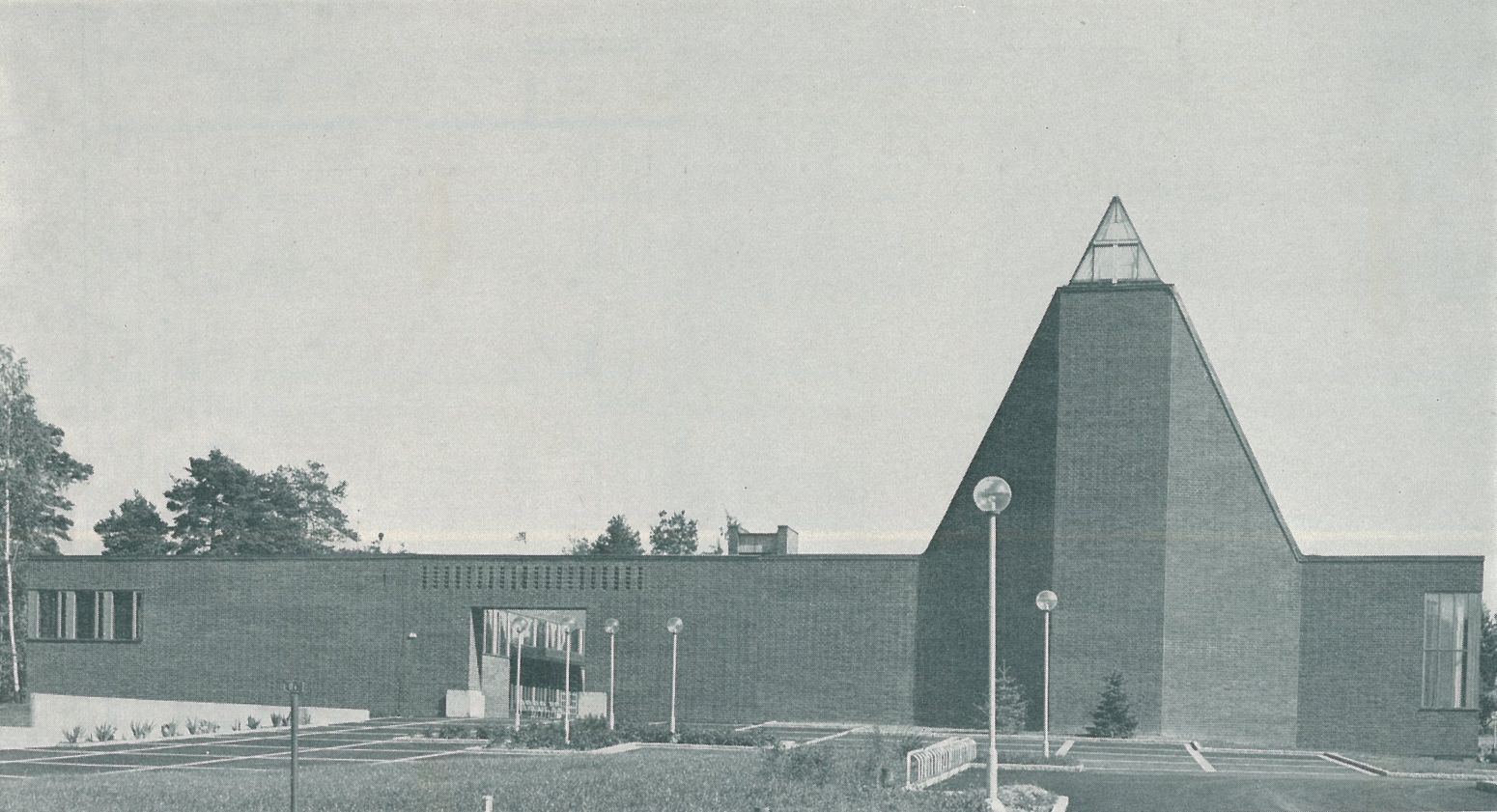
Missionskyrkan i Vallby, Västerås.

Lars Brorsson Malmo, född 21 december 1928 i Toresunds församling, Södermanlands län, död 15 april 1999 i Strängnäs domkyrkoförsamling, var en svensk arkitekt.
Malmo, som var son till lantbrukare Bror Malmo och småskollärarinna Agnes Edvall, avlade studentexamen i Strängnäs 1948 och utexaminerades från Kungliga Tekniska högskolan 1955. Han anställdes hos arkitekterna Lennart Uhlin och Lars Malm 1954, hos arkitekterna Hans Borgström och Bengt Lindroos 1957 och drev därefter en arkitektbyrå tillsammans med Ingemar Hultman 1958–1967. Han erhöll första pris i tävling om Stortorget i Örebro (i samarbete med arkitekt Ingemar Hultman och konstnär Fritz Sjöström). Han ritade bland annat Missionskyrkan i Vallby, Västerås, (tillsammans med Ingemar Hultman och Joachim Labitzke, invigd 1967).